# Storm van 4 december 1863
In de nacht van 3 op 4 december 1863 woedde een zeer zware storm in het Noordzeegebied. Langs de Nederlandse kust vergingen in totaal 36 schepen. Honderden mensen kwamen om het leven. De grootste scheepsramp was die van de Duitse bark Wilhelmsburg op de Boschplaat bij Terschelling. Bij deze stranding vonden 258 passagiers en 3 bemanningsleden de dood. De passagiers waren landverhuizers op weg naar Amerika. Omdat ze in het scheepsruim opgesloten zaten waren ze niet in staat zichzelf in veiligheid te brengen. De verdronkenen werden begraven in een massagraf bij de kerk te Hoorn. Kapitein Ernst Christian Kross die tot de doden behoorde kreeg een eigen graf met steen die nog steeds op het kerkhof staat. Er vergingen verder 17 Britse vissersschepen bij Texel, waarbij meer dan 60 mannen omkwamen, vooral uit Barking bij Londen.
Ook elders vielen veel slachtoffers. Op de Britse kusten strandden meer dan 200 schepen, waarbij tientallen mensen verdronken. Ook meerdere Oostender vissersscheepjes vergingen waarbij bemanningsleden om het leven kwamen.